# Bohusław Szaszkewycz
Bohusław Szaszkewycz (ukr. Богуслав Шашкевич; ur. 1888, zm. 1936 w Edmonton) – major Ukraińskiej Armii Halickiej, dowódca 9 Brygady Piechoty UHA, a później 21 i 4 Brygady Piechoty UHA.
W styczniu 1920 odmówił wstąpienia do Czerwonej Ukraińskiej Armii Halickiej i przebił się ze swoją 4 BP przez linię frontu w Motylewie, dołączając do oddziałów Ukraińskiej Republiki Ludowej pod dowództwem gen. Ołeksandra Udowyczenki.
Po przegranej wojnie udał się na emigrację, gdzie zmarł.

## Literatura
- Енциклопедія українознавства. T. 10. Lwów, 1993, s. 3797. (ukr.)